# ديكستر مانلي
ديكستر مانلي (بالإنجليزية: Dexter Manley)‏ هو لاعب كرة قدم أمريكية أمريكي، ولد في 2 فبراير 1959 في هيوستن في الولايات المتحدة.

## وصلات خارجية
- ديكستر مانلي على موقع مرجع كرة القدم المحترفة.كوم (الإنجليزية)
- ديكستر مانلي على موقع IMDb (الإنجليزية)
- ديكستر مانلي على موقع إن إن دي بي (الإنجليزية)